# Albaredo (Vedelago)
Albaredo è una frazione di Vedelago, in provincia di Treviso, di circa 2.000 abitanti. Dista 2,3 km dal comune di Vedelago.

## Origini del nome
Il nome sembra derivare dalla natura del luogo, ovvero dal latino arbor (albero) o albulus (pioppo).

## Storia
Si tratta di un insediamento di origine romana, come testimoniano i numerosi resti (monete, una tomba a inumazione, pozzi ed embirici) e la famosa centuriazione romana asolana, che comprende tutta la zona di collegamento tra Asolo e l'ovest trevigiano. La parrocchiale di Albaredo è del XVII secolo ed è probabilmente stata eretta sui resti di quella precedente.
Sotto il Regno Lombardo-Veneto Albaredo divenne Comune (comprendente le frazioni di Casacorba, Campigo e San Marco).

## Monumenti e luoghi d'interesse[2]

### Chiesa parrocchiale
La chiesa precedente si ritrova in documenti datati 1152. L'attuale è stata costruita sul finire del XVII secolo, come da progetto del parroco Giacomo Cesari, appartenente ad una ricca famiglia di Castelfranco.
L'affresco del soffitto, con il tema dell'Annunciazione, è opera di Melchiorre Melchiori (1685).
L'edificio è stato consacrato il 5 maggio 1716.
La chiesa conserva una splendida pala raffigurante l'Annunciazione di Maria, notevole opera del pittore castellano Pietro Damini (1592 – 1631).

### Locanda Corona d'oro
Edificio civile, costruito nel centro del paese attorno nel periodo settecentesco.

### Ville
Numerose sono le ville di Albaredo: Villa Morosini Marcello (ora Marcon) del Quattrocento, Villa Memmo Pinarello (fine Settecento) e Villa  Grimani-Morosini-Gatterburg (1600 circa), ornata con bassorilievi, raffiguranti le Quattro Stagioni, di A. Thorvaldsen (1770 – 1844).